# Cagnin

## Significado
Os Cagnin (com a grafia atual) são de origem francesa, mas migraram para a Itália, e se fixaram principalmente em Veneza.
Mas das origens do nome Cagnin, que também pode ter as grafias Cagnet e Cagnon, significa “Pequeno Cão” (petit chien), ou “Preguiçoso”.  Provavelmente um apelido pejorativo para “Cagnard”.

## Origens Francesas e Bretãs
Os Cagnard ou Cognard são da Borgonha, ou de outras regiões da França, ou Bretanha,( Mas também há menções do nome na Bélgica )  que por sua vez, significa: "homem brutal, açougueiro ou preguiçoso" ou "belo urso, guerreiro forte ou guerreiro cão".
Como o nome também tem origem Bretã, especialmente na área de Plélan-le-Grand, ele pode ter vindo do inglês arcaico ou celta, sendo a junção das palavras: Caim Arth  ("urso lindo") no sentido de "Forte como um urso". Lembrando que a tradução de “Arth” pode significar ursos ou cães, e era comumente atribuídos aos guerreiros.
Uma ideia mais precisa, é quando os monges chegaram naquela área para difundir o cristianismo, Cagnard foi traduzido diretamente para latim (língua comum aos monges) como “bellator fortis”. Esta expressão latina significa "grande guerreiro" ou "soldado corajoso".
Outras fontes, falam da mudança fonética que essas palavras (Caim Arth) sofreram ao longo dos séculos XVII e XVIII:
Conniat ou Coniat (1650-1750), Coignat (1710-1810) e, finalmente, Coignard (1810-1900), que foneticamente é um pouco diferente do atual Cognard.
O Coignat-Conniat bretão, tem aproximação com o nome de "Conan" e que também tem como tradução "cão, lobo, guerreiro".